# Cabo Blanco (Argentinië)
De Cabo Blanco (Spaans voor: 'Witte kaap') is een kaap van Argentinië, gelegen aan de noordkust van de provincie Santa Cruz in Patagonië, in het departement Deseado.
Cabo Blanco ligt voorbij de zuidkant van de San Jorgegolf.
Op ongeveer 15 kilometer naar het noordwesten ligt de Kaap Tres Puntas.

## Geologie
Cabo Blanco zelf bestaat uit drie noord-zuid trendende rotsmassa's gemaakt van porfier, die ongeveer 1,1 x 0,7 kilometer meten. Hun hoogte is ongeveer 40 meter. Ze zijn verbonden met het vasteland door een landengte die bestaat uit sedimenten uit het Holoceen. Er zijn twee rotsachtige voorgebergten, één in het noorden (waar een vuurtoren van de Argentijnse gewapende vloot werd gebouwd) en een andere in het zuiden.
Rond deze rotsmassa's en ter hoogte van de landengte bevinden zich laaglanden die worden gekenmerkt door een hoge zoutconcentratie.